# Munio Nuñez de Roa
Munio Núñez foi conde em Castela em dois períodos distintos: 899 - 901 e 904-909. Parece quase certo que foi o filho de um Nuño Muñoz, quem seria o filho de Munio Nuñez de Brañosera quem com sua esposa Argilo outorgaram o famoso foro de Brañosera em 824.
Sua primeira aparição histórica em 882 está relacionada com a proteção e  repovoação da fortaleza de Castrojeriz desde Amaya. Naquele ano, o conde Diogo Rodrigues Porcelos estava defendendo o desfiladeiro de Pancorbo contra as forças muçulmanas, em quanto de acordo com as crônicas, Munio estava em Castrojeriz tentando fortificar o Castelo. Na primeira incursão do exército emiral, Munio teve que fugir, enquanto já a segunda vez no ano 883, com as obras mais avançadas, foi capaz de resistir detrás dos novos muros da fortaleza.   
Em janeiro de 885 morreu o conde Diego Rodríguez Porcelos sem parecer ter deixado um filho para sucedê-lo. Não foi até o primeiro de março de 899 quando Munio aparece como conde em Castela enquanto o conde Gonçalo Fernandez governava Burgos.
Em 909, o conde Munio apoiou a sublevação dos filhos do rei Afonso III das Astúrias que lhe obrigou a abdicar e levou ao trono leonés a seu filho Garcia I. A partir deste momento parece que se mudou para Leão com seu genro e não volta a ser nomeado como conde de Castela, embora sim aparece como o conde de Amaya.  Desde suas bases em Castrojeriz e Muñó, foi um dos três protagonistas da expansão dos castelhanos em 912, o ano em que Munio repovou Roa.
Sua filha Muniadonna foi a esposa do rei Garcia I de Leão.